# Chang Yuan
Chang Yuan (Shijiazhuang, 24 de junho de 1997) é uma pugilista chinesa, campeã olímpica.

## Carreira
Ela ganhou a medalha de ouro nos Jogos Olímpicos da Juventude de 2014 e a medalha de ouro nos Jogos Asiáticos de 2018.
Nos Jogos Olímpicos de Verão de 2024, em Paris, conquistou a medalha de ouro na disputa de peso galo (até 54 kg), derrotando a boxeadora turca Hatice Akbaş por 5-0 e tornando-se assim a primeira boxeadora chinesa a ganhar uma medalha de ouro em qualquer Olimpíada.